# Guerre inca-huanca
La guerre inca-huanca oppose les Incas dirigés par Capac Yupanqui aux Huancas. Elle est l’une des plus importantes conquêtes du général inca lors de sa campagne au Chinchay Suyu. En effet, avant la conquête inca les Huancas (quechua : Wankas) sont un peuple très puissant et influent dans les Andes centrales péruviennes à côté des Yauyos et des Waylas. Cependant il ne s’agit pas d’un Empire comparable aux puissants peuples des Andes tels que les Chimús, les Incas ou encore les Kollas, mais plutôt d’une puissance régionale parmi les diverses petites seigneuries environnantes. Divergeant de la majorité des chroniqueurs espagnols,,, Inca Garcilaso de la Vega et Santa Cruz Pachacuti prétendent qu’il n’y a pas eu d'affrontement et que les Huancas se sont rendus pacifiquement,.

## Déroulement
Le général inca Capac Yupanqui, accompagné par son frère Huayna Yupanqui et son neveu Apu Yamqui Yupanqui, est chargé de conquérir les seigneuries au nord de Cuzco. Après avoir conquis la forteresse d’Urcocollac, les forces incas poursuivent leur avancée par les routes des Andes et atteignent les Huancas. Henri Favre émet une opinion divergente, considérant qu’il s’agit d’un raid. Pour l’historien français, ce raid est entrepris pour préparer un coup d’État contre Pachacutec tandis que celui-ci est occupé par ses conquêtes autour du lac Titicaca.
Les Huancas vivent dans la région de Jauja (quechua : Sausa) près de Huancavelica. Ils sont séparés en deux clans, les Hanan (haut) Xauxa et Hurin (bas) Xauxa. Leur religion est centrée autour du chien.

## L’affrontement
À l’arrivée des armées incas, les deux clans Huancas se confédèrent. Capac Yupanqui fait alors sa requête réciproque, c’est-à-dire sa demande de soumission en échange de festivités, de sécurité et d’accès aux entrepôts incas. Les Huancas rejettent ces offres et entrent en guerre contre les Incas.
Ainsi les Huancas se préparent au combat. Le lendemain, la bataille s’engage. Malgré le courage des forces huancas, les Incas finissent par vaincre leurs ennemis,.

## Conséquences
Les conséquences de cette guerre, quoique cette dernière soit assez importante, sont minimes. Grâce à la victoire inca, Capac Yupanqui peut continuer sa marche vers le nord. De plus, la conquête de cette seigneurie représente l’entrée, rapidement réalisée, des Incas dans les Andes centrales péruviennes. Dans la version d’Henri Favre, la région n’est pas annexée, Capac Yupanqui ayant l’intention d’entreprendre un raid glorieux et non une conquête véritablement utile. Ainsi, selon Henri Favre, les Incas doivent repasser par la région sous le commandement de Tupac Yupanqui pour la conquérir.